# Contiguous gene syndrome
Unter einem Contiguous gene-Syndrom versteht man in der Genetik ein Syndrom, an dessen Ausprägung mehrere benachbarte Gene beteiligt sind. Es handelt sich hierbei um kleine strukturelle Chromosomenaberrationen bzw. Genmutationen, insbesondere um Deletionen und seltener um Duplikationen, die durch einen spezifischen komplexen Phänotyp charakterisiert sind. Das ursächlich betroffene DNA-Segment umfasst mehrere, in einer Chromosomenregion aneinandergrenzende Gene, die unabhängig voneinander zum Phänotyp beitragen.

## Vorkommen
- Alagille-Syndrom
- Angelman-Syndrom
- DiGeorge-Syndrom
- Greig-Syndrom
- Giedion-Langer-Syndrom
- Kallmann-Syndrom
- McLeod-Syndrom
- Miller-Dieker-Syndrom
- Prader-Willi-Syndrom
- Retinoblastom
- Rubinstein-Taybi-Syndrom
- Smith-Magenis-Syndrom
- WAGR-Syndrom
- Williams-Beuren-Syndrom
- Yuan-Harel-Lupski-Syndrom
- Mikrodeletionssyndrom Xp22.3
- CADDS, Synonyme: Zellweger-ähnliches-Contiguous gene deletion-Syndrom; ABCD1-DXS1357E-Contiguous deletion-Syndrom[1]
- Mikrodeletionssyndrom Xp21[2]